# Aefligen
Aefligen är en ort och kommun i distriktet Emmental i kantonen Bern, Schweiz. Kommunen har 1 127 invånare (2023).